# 추밀원 (일본)

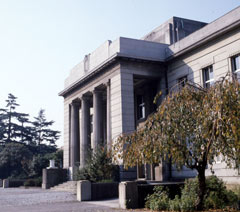
구 추밀원 청사

일본의 추밀원(枢密院)은 추밀고문(고문관)으로 조직되는 일본 천황의 자문기관이다. 가끔은 헌법문제를 다루었기에, "헌법 파수꾼(番人)"으로도 불리었다. 메이지 21년인 1888년 4월 30일에 창설, 쇼와 22년인 1947년 5월 2일에 폐지됐다. 현재 청사는 황궁경찰본부 청사로 사용되고 있다.